# Свети Димитър (Тетово)
Вижте пояснителната страница за други значения на Свети Димитър.
„Свети Великомъченик Димитър“ или „Свети Димитрий“ (на македонска литературна норма: „Свети Димитар“, „Свети Димитриј“) е възрожденска църква в град Тетово, Република Македония, част от Тетовско-Гостиварската епархия на Македонската православна църква – Охридска архиепископия.
Църквата е градена от камък и цигли. Намира се на градските гробища, в северозападния дял от града. Площта ѝ е 0,94 ара. Изградена е на мястото на малък параклис. Градежът започва в 1906 година и трае до 1912 година. Ктитор на църквата е Захарий (Зако) Манойлов, дядо на Мара Бунева. Църквата е осветена в 1915 година. Преосветена е повторно в 1958 година от първия архиепископ на Македонската православна църква Доситей Охридски и Македонски. В 1990 година е извършена цялостна реконструкция на църквата.